# Torneo Internazionale Femminile Città di Grado 2012
Il Torneo Internazionale Femminile Città di Grado 2012 è stato un torneo di tennis facente parte della categoria ITF Women's Circuit nell'ambito dell'ITF Women's Circuit 2012. Il torneo si è giocato a Grado in Italia dal 28 maggio al 3 giugno 2012 su campi in terra rossa e aveva un montepremi di $25,000.

## Vincitori

### Singolare
Maria Elena Camerin ha battuto in finale  Yvonne Meusburger con il punteggio di 6–2, 6–3

### Doppio
Margalita Chakhnašvili /  Ekaterine Gorgodze hanno battuto in finale  Claudia Giovine /  Anastasia Grymalska con il punteggio di 7–6(2), 7–6(1).